# Banca centrale del Suriname
La banca centrale del Suriname è la banca centrale dello stato sudamericano del Suriname.
La moneta ufficiale dello stato è lo dollaro surinamese.